# Walter Dandy
Walter Edward Dandy (ur. 6 kwietnia 1886, zm. 19 kwietnia 1946) – amerykański neurochirurg, jeden z twórców neurochirurgii. Zajmował się m.in. krążeniem płynu mózgowo-rdzeniowego, podjął pierwsze udane próby leczenia wodogłowia, wynalazł wentrykulografię i pneumoencefalografię. Opisał zespół znany dziś jako zespół Dandy'ego-Walkera.